# James Farrington
James Farrington (* 1. Oktober 1791 in Conway, Carroll County, New Hampshire; † 29. Oktober 1859 in Rochester, New Hampshire) war ein US-amerikanischer Politiker. Zwischen 1837 und 1839 vertrat er den Bundesstaat New Hampshire im US-Repräsentantenhaus.

## Werdegang
James Farrington besuchte die öffentlichen Schulen seiner Heimat und danach bis 1814 die Fryeburg Academy in Maine. Nach einem Medizinstudium und seiner Zulassung als Arzt begann er ab 1818 in Rochester in seinem neuen Beruf zu praktizieren.
Farrington wurde Mitglied der Demokratischen Partei. Zwischen 1828 und 1831 war er Abgeordneter im Repräsentantenhaus von New Hampshire. Im Jahr 1836 gehörte er dem Staatssenat an. Bei den Kongresswahlen des Jahres 1836, die staatsweit abgehalten wurden, wurde er für das zweite Abgeordnetenmandat von New Hampshire in das US-Repräsentantenhaus in Washington, D.C. gewählt. Dort trat er am 4. März 1837 die Nachfolge von Robert Burns an. Bis zum 3. März 1839 absolvierte er aber nur eine Legislaturperiode im Kongress.
Nach seiner Zeit im Repräsentantenhaus arbeitete Farrington wieder als Arzt. Im Jahr 1845 wurde er Kurator der Nervenheilanstalt von New Hampshire. Farrington war auch an der Gründung der Rochester Bank beteiligt, deren Präsident er bis zu seinem Tod im Jahr 1859 bleiben sollte.